# Кузнецова, Мария Павловна
Кузнецова (Абрамова) Мария Павловна (1924—2003) —  художница текстильного рисунка, член Ивановской организации Союза художников РСФСР с 1948 года, лауреатка Государственной премии РСФСР имени И. Е. Репина (1975).

## Биография
Мария Павловна родилась 22 июля 1924 года в городе Судиславле (ныне Костромская область) в семье наследника купца Абрамова. В 1930 году семья переехала в город Кинешму.
Великую Отечественную войну Мария Павловна застала в 17 лет. Она устроилась работать на фабрику, чтобы помогать снабжению фронта. После окончания войны переехала жить в город Иваново.
В 1946 году была награждена медалью «За доблестный труд в Великой Отечественной войне 1941-1945гг.»
В 1950 году вышла замуж за Кузнецова Михаила Филипповича (мастер гравировки, член КПСС). У них родилось двое сыновей.
Мария Павловна умерла 6 апреля 2003 года.

## Образование и деятельность
Окончила Ивановский Химико-Технологический техникум по специальности художник-прикладник, после чего стала работать на текстильной фабрике имени Н. А. Жиделёва по профессии художник текстильного рисунка.
С 1948 года Кузнецова Мария Павловна — член Ивановской организации СХ РСФСР.
По роду своей деятельности она много ездила по стране в творческие командировки, в том числе и в бывшие республики СССР (страны Прибалтики, Узбекистан  и др.).
Её оригинальные рисунки на тканях часто получали высокие оценки на художественных советах.

## Награды и премии
- Государственная премия РСФСР имени И. Е. Репина (1975) — за создание на текстильных предприятиях Ивановской области высокохудожественных образцов тканей для массового выпуска.
- медаль «За доблестный труд в Великой Отечественной войне 1941—1945 гг.» (1946)
- медаль «Ветеран труда» (1980)